# Dux (Rusland)
Dux is een Russisch historisch merk van motorfietsen.
Een van de eerste Russische motorfietsen kwam in 1908 onder deze naam op de markt. De machines werden in Moskou geassembleerd uit geïmporteerde onderdelen. Het 275cc-motorblok was van het Zwitserse bedrijf Moto-Rêve.